# Chalcomima
Chalcomima é um gênero de traça pertencente à família Agonoxenidae.